# AGM-45 (ミサイル)
AGM-45 シュライク
F-4Gに搭載されたシュライク
- 用途：対レーダーミサイル
- 分類：通常兵器
- 設計者：NWC
- 製造者：テキサス・インスツルメンツ
- 運用者

  -  アメリカ合衆国（アメリカ海軍、アメリカ空軍）
  -  イスラエル（イスラエル軍）
- 生産数：18,500発
- 運用開始：1965年
- 退役：1992年
- 運用状況：退役
- ユニットコスト：32,000 USドル

AGM-45 シュライク（英: Shrike）は、アメリカ合衆国のNWCで開発され、テキサス・インスツルメンツが製造した対レーダーミサイルである。ベトナム戦争中から使用されはじめた。

## 概要
AGM-45は、AIM-7C スパロー空対空ミサイルの弾体に対レーダー用シーカー・ヘッドを搭載することによって、1963年にチャイナ・レイクにあるNWC（Naval Weapons Center、海軍兵器センター）で開発され、テキサス・インスツルメンツによって約18,500発製造された。
AGM-45は、友軍の航空機にとって脅威となる地対空ミサイル（主にSA-2 ガイドライン）のレーダー波を探知し、レーダー波が到来する方向に向かって飛翔、追跡および誘導レーダーを破壊することを目的とした。これは、F-100F スーパーセイバーからロケット弾と爆弾でSAM サイトを攻撃する従来の方法と比べれば大きな改善ではあった。しかし、初期型は、SA-2より射程が短く、速度も遅いという問題点があったため、発射母機とSAMが差し違える事態も生じた。その性能の限界とそれに起因する約25%という成功率のため、ベトナム戦争中の多くのパイロットに好まれなかった。
なお、AGM-45発射の際に、他機に無線で警告するために「ショットガン（SHOTGUN）」という符丁がコールされる。

## 運用

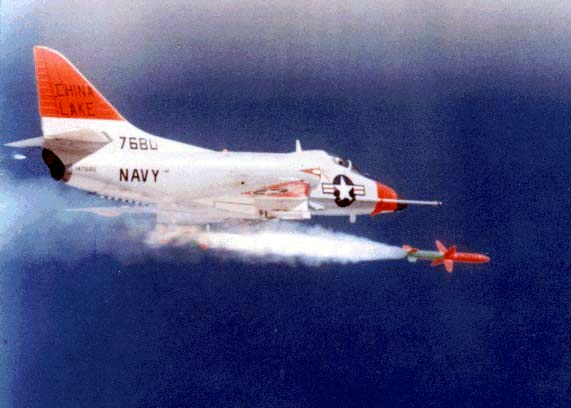
A-4 スカイホークから発射されるAGM-45

AGM-45は、ベトナム戦争中の1965年にアメリカ海軍によってA-4 スカイホーク攻撃機に搭載され初めて使用された。翌年、アメリカ空軍もAGM-45を採用し、F-105F/G ワイルド・ウィーゼル機、後に同じ役割のF-4G ファントムIIで使用した。また、A-6 イントルーダーおよびA-7 コルセアIIにも搭載された。
AGM-45は通常、弾道飛行するよう地平線より約30度上方に打ち出され、約16-40km（10-25mi）離れた電波発信源に向けて、およそ50秒かけて飛行した。AGM-78 スタンダードARMの出現まで、1966年と1967年に戦術が増やされながら切り替えられていった。AGM-78は全方向の目標に対して発射可能で、SA-2より高速かつ高い命中率を持つという、簡単な攻撃情報でAGM-45と比べて大幅な遠距離から発射できる優れたミサイルであった。
AGM-78が1発あたりおよそ200,000ドルと高価であったのに対し、AGM-45がわずか32,000ドルと安価であったため、ワイルド・ウィーゼル機はAGM-78が運用に入った後もAGM-45を搭載し続けた。アメリカ空軍のパイロットがAGM-78を浪費すれば、ブリーフィング（戦果報告）の際に非常に長い書類の記入が必要となった。F-105Gは、650 USガロン（2,500L）のセンターライン燃料タンク、内翼パイロンの2発のAGM-78および外翼パイロンの2発のAGM-45がだいたいの基本兵装であった。ECM ポッドとAIM-9 サイドワインダーの搭載で時折変化することもあった。
AGM-45は、イギリスでは恒常的には運用されなかったが、1982年のフォークランド紛争でイギリス空軍（RAF）に一時的に供給された。RAFのAGM-45は、ブラック・バック作戦中にアルゼンチンのレーダー施設を攻撃するために、改修されたバルカン爆撃機に搭載された。これに対しアルゼンチンのレーダー・オペレーターは、RAFのバルカンをアルゼンチンのミサイル防衛網の射程内に誘うため、故意に自軍のレーダー波の発信出力を減らすという計略をいくつか試したが、いずれも成功しなかった。多くのAGM-45はアルゼンチンのレーダー位置に向けてうまく発射され、レーダー施設に損害を与えて若干名のオペレーターが死亡した。
シュライクは、1992年にアメリカと、時期は不明であるが、イスラエル空軍によって段階的に減らされ、AGM-88 HARMに置き換えられた。

## 問題点

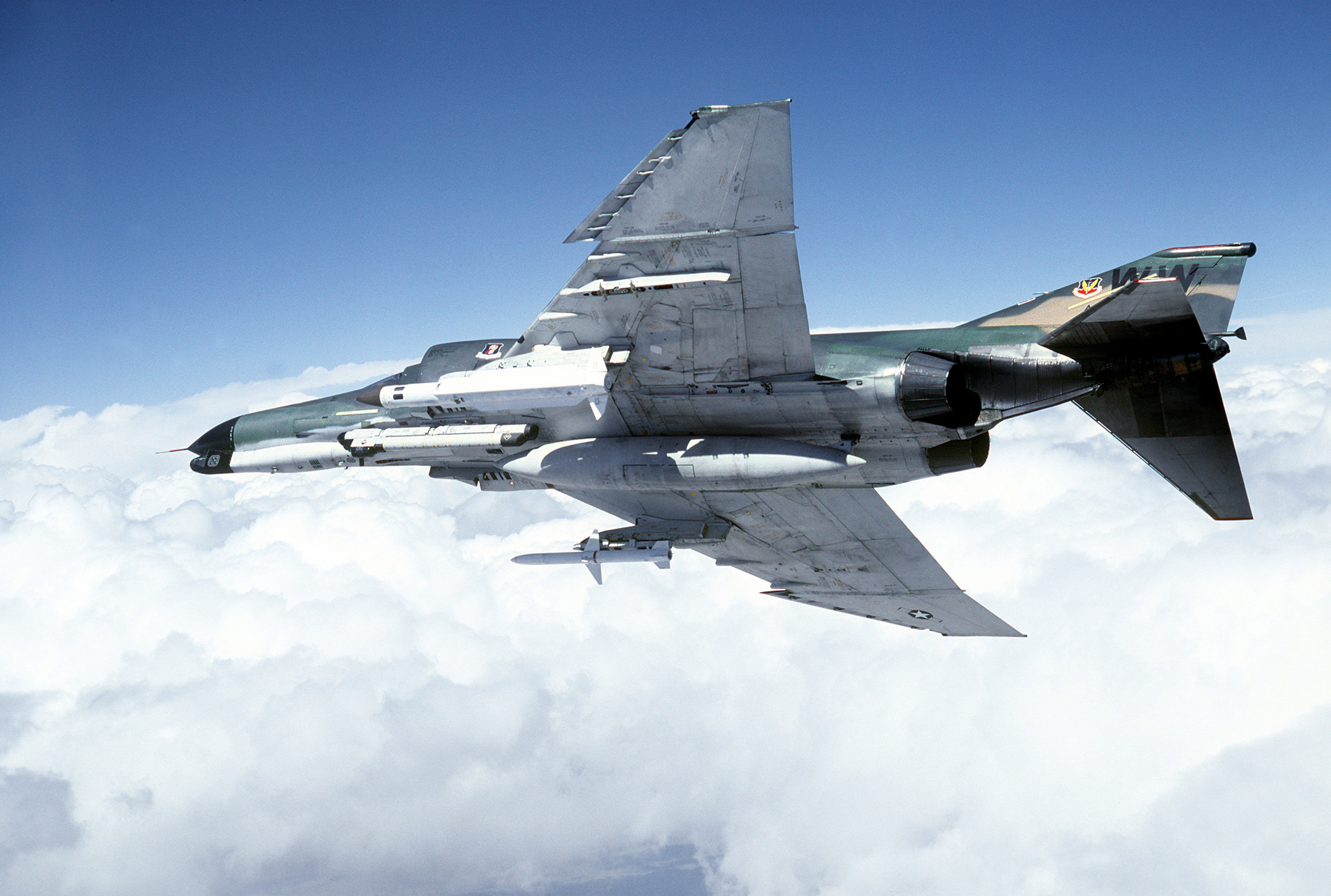
F-4G ワイルド・ウィーゼル。AGM-78（左翼）、AGM-45（右翼）およびECM ポッドを搭載している

AGM-45には、次の6つの問題点があった。これらの問題点を解決しようと後に開発されたのがAGM-78 スタンダードARMであり、更にこれを発展させたのがAGM-88 HARMである。
対応周波数帯域が狭い
AGM-45のもっとも重大な問題は、シーカーが対応できるレーダー波の周波数帯域が限られていることである。敵軍がAGM-45の攻撃を回避するために異なる周波数に変更したレーダーを配備するたびに新しいシーカーを開発しなければならなかった。また、偵察情報に誤りがあって、シーカーが対応できない周波数を目標とするレーダーが用いていたり、想定外の地対空ミサイル部隊が配備されていたりした場合には、その場で対応することができず、ミサイルを発射する前に攻撃が失敗してしまった。
破壊力の不足
弾頭の破壊力が不足していたため、命中してレーダーアンテナや、簡単に交換・修理可能な部品を破壊してもレーダー運搬車両へ損害を与えることが難しかった。そればかりでなく爆撃損害評価（BDA）をも難しくした。
射程の不足
主な目標とされたSA-2 SAMよりも射程が短かったため、SA-2の射程の中でAGM-45を発射しなければならず、攻撃任務を実行する航空機を危険にさらさなければならなかった。このことが、SA-2と比較して速度が不足していたことと相まって更に攻撃を難しくした。このため、当時のSEAD任務は、現在のワイルド・ウィーゼルが負う任務よりも極めて危険なものであった。SAMサイトの位置が判明している場合、低空から目標方向へミサイルを上方に打ち上げるロフト発射戦術を採用することにより、スタンドオフ距離を確保し、発射母機の退避問題を改善した。射程の問題はロケット・モーターを改善し、射程を延伸したAGM-45Bで多少改善された。
速度の不足
SA-2の速度はM2程度と考えられていて、AGM-45の速度も同程度であった。このため、仮に同じ距離からまったく同時にミサイルを撃ち合ったとすると、SAMのレーダーを破壊することはできるかもしれないが、攻撃した航空機も撃墜されることも十分に考えられた。SA-2のほうが射程に優れていることを考えると、AGM-45の射程内に入る前にSAMを発射することができればSAM サイトを失うことなく航空機を撃墜することもできたのである。
許容誤差のなさ
シーカーの視野が限られていたために発射する方向にほとんど許容誤差がなく、レーダー波を放射する目標がある方向に対してほとんど完全にまっすぐ発射しなければならなかった。その許容誤差はわずかに±3度以内であった。これは、レーダーのある場所が正確にわかっていなければ攻撃できないことを意味した。
レーダー送信停止に対応不能
目標の位置や飛行すべき方位を記憶する能力がなく、敵のレーダーが攻撃を察知してレーダー波の送信を停止してしまうと、AGM-45は簡単に目標を見失ってしまい、ミサイルが目標に命中することはなかった。飛翔速度が遅かったこともあり、レーダーにシャットダウンする余裕を与えてしまっていたこともこの問題点を顕著にした。

## 各型

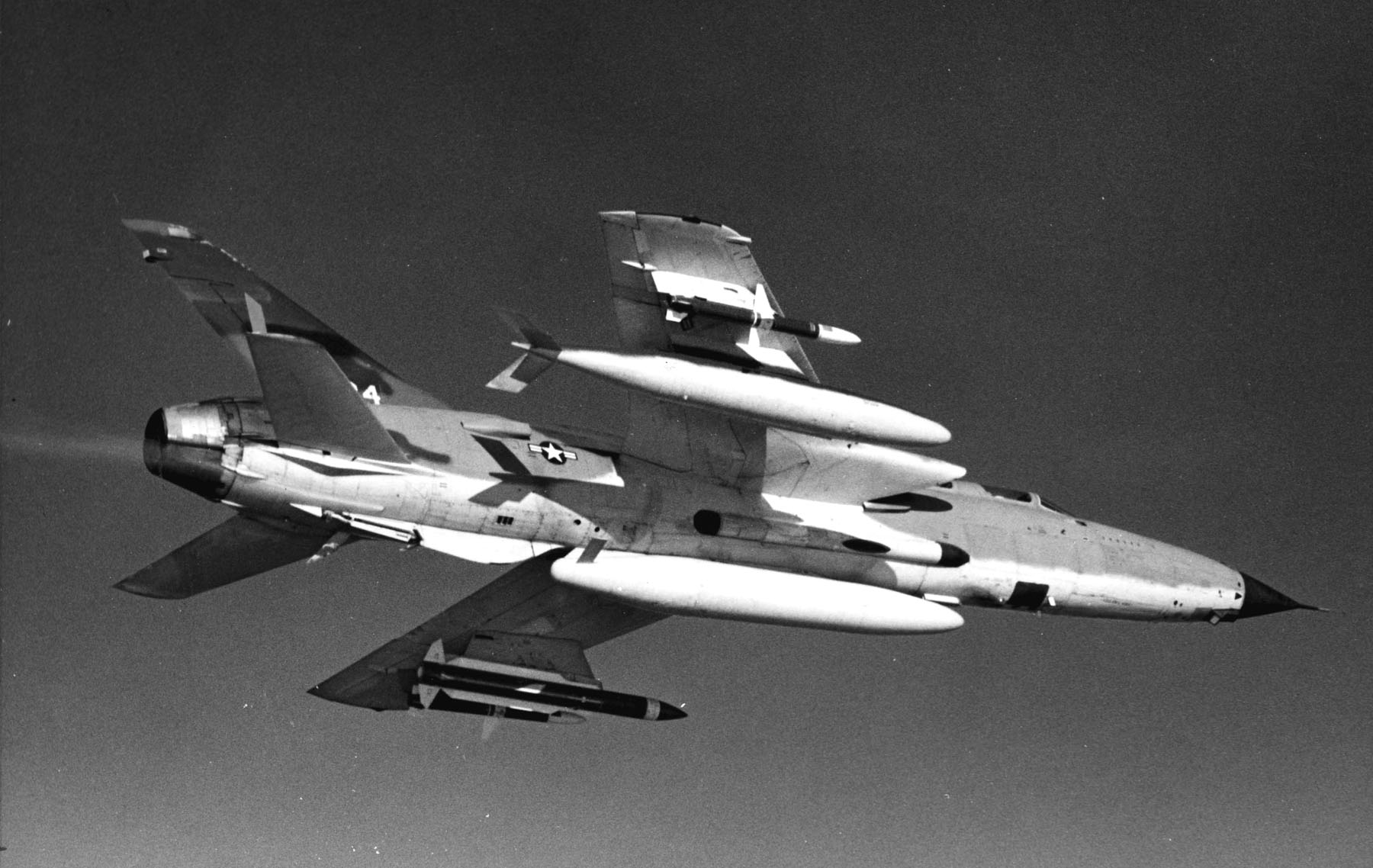
AGM-45（右翼）、AGM-78B（左翼）を装備したF-105G。1970年5月5日撮影

### AGM-45A
AGM-45Aは、ロケットダイン Mk-39 Mod 0（場合によっては、エアロジェット Mk-53 Mod 1）ロケット・モーターで推進し、射程は16km（10mi）であった。弾頭には67.5kg（149lb）のMk-5 Mod 0、Mk-86 Mod 0または66.6kg（147lb）のWAU-8/Bの3つの異なる爆風破砕弾頭のうちいずれかを搭載できた。また、弾頭は近接および接触のデュアル・モード信管によって起爆された。ATM-45Aは、不活性弾頭を持つ訓練弾（イナート弾）であり、弾頭以外はAGM-45Aと同様のロケット・モーターおよびシーカーを持っていた。
- AGM-45A - 初期生産型。
  - 機関 - ロケットダイン Mk-39 Mod 0（エアロジェット Mk-53 Mod 1）
  - 射程 - 16km（10mi）
  - 弾頭 - 爆風破砕弾頭
    - 66.6kg（147lb）WAU-8/B
    - 67.5kg（149lb）Mk-5 Mod 0、Mk-86 Mod 0
- ATM-45A - AGM-45Aの訓練用不活性弾頭弾。

### AGM-45B
AGM-45Bは、1970年代初期に出荷された。AGM-45AとAGM-45Bの違いは、使用されているロケット・モーター、および取り付けることができる弾頭である。AGM-45Bは、推進力にデュアル・スラスト固体燃料ロケット・モーターであるエアロジェット Mk-78 Mod 0を使用することで40km（25mi）にまで大幅にミサイルの射程を伸ばした。弾頭は、AGM-45Aと同じく爆風破砕弾頭を使用し、改善されたMk-5 Mod 1、Mk-86 Mod 1およびWAU-9/Bのいずれかを搭載することができた。ATM-45Bは、AGM-45Bの訓練用不活性弾頭弾（イナート弾）である。
- AGM-45B
ロケット・モーター、弾頭の改善。
  - 機関
エアロジェット Mk-78 Mod 0
  - 射程
40km（25mi）
  - 弾頭
爆風破砕弾頭
    - 66.6kg（147lb）WAU-9/B
    - 67.5kg（149lb）Mk-5 Mod 1、Mk-86 Mod 1
- ATM-45B
AGM-45Bの訓練用不活性弾頭弾。

### キルション

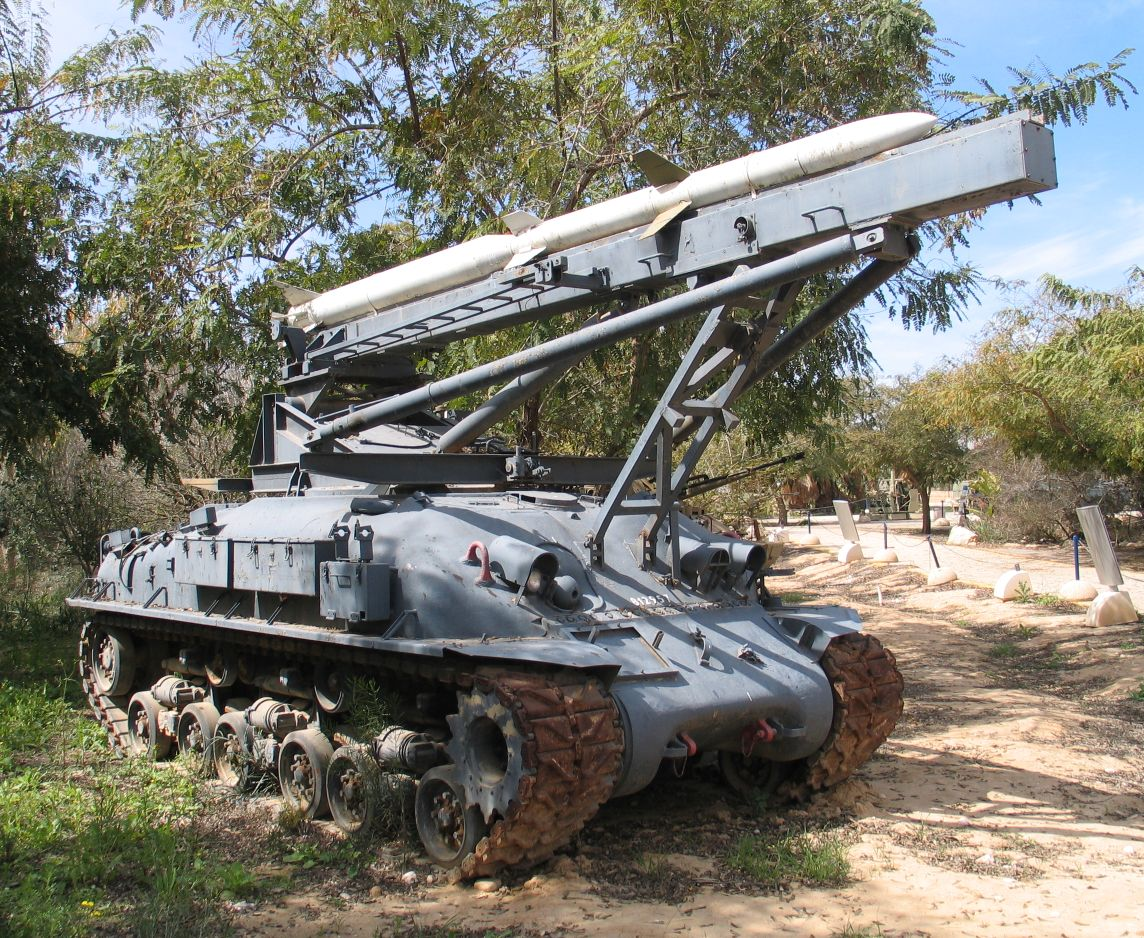
キルション AGM-45 シュライクランチャー
イスラエル空軍博物館所蔵

キルション (Kilshon、ヘブライ語で三叉槍（Trident）の意味）またはKachlilit
地上から対レーダーミサイルを発射することによってSAM制圧航空機が被る損失を減らすためにイスラエル空軍 (IDFAF)によって開発された。回転砲塔を取り外したスーパーシャーマンの車体にAGM-45 のランチャーを搭載したもので、地上からの飛翔および射程延伸のために、ブースターを追加して特別な改修を施されたAGM-45が使用された。
また、AGM-78 スタンダードARMを同様に地上発射する車両も開発され、ケーレスと呼ばれた。ケーレスの車台はスーパーシャーマンではなくM809 5tトラックに変更されていた。

## 派生型
| 型式       | シーカー          | 対応周波数帯      |
| ---------- | ----------------- | ----------------- |
| AGM-45A-1  | Mk-23 Mod 0       | E/Fバンド         |
| AGM-45A-2  | Mk-22 Mod 0/1/2   | Gバンド           |
| AGM-45B-2  | Mk-22 Mod 0/1/2   | Gバンド           |
| AGM-45A-3  | Mk-24 Mod 0/1/3/4 | 広帯域E/Fバンド   |
| AGM-45B-3  | Mk-24 Mod 0/1/3/4 | 広帯域E/Fバンド   |
| AGM-45A-3A | Mk-24 Mod 2/5     | 狭帯域E/Fバンド   |
| AGM-45B-3A | Mk-24 Mod 2/5     | 狭帯域E/Fバンド   |
| AGM-45A-3B | Mk-24 Mod 3       | E/Fバンド         |
| AGM-45B-3B | Mk-24 Mod 3       | E/Fバンド         |
| AGM-45A-4  | Mk-25 Mod 0/1     | Gバンド           |
| AGM-45B-4  | Mk-25 Mod 0/1     | Gバンド           |
| AGM-45A-6  | Mk-36 Mod 1       | Iバンド           |
| AGM-45B-6  | Mk-36 Mod 1       | Iバンド           |
| AGM-45A-7  | Mk-37 Mod 0       | E/Fバンド         |
| AGM-45B-7  | Mk-37 Mod 0       | E/Fバンド         |
| AGM-45A-9  | Mk-49 Mod 0       | Iバンド           |
| AGM-45B-9  | Mk-49 Mod 0       | Iバンド           |
| AGM-45A-9A | Mk-49 Mod 1       | Iバンド Gバイアス |
| AGM-45B-9A | Mk-49 Mod 1       | Iバンド Gバイアス |
| AGM-45A-10 | Mk-50 Mod 0       | Eバンド - Iバンド |
| AGM-45B-10 | Mk-50 Mod 0       | Eバンド - Iバンド |

AGM-45が対応できるレーダー波の周波数帯域が狭いという性能上の限界は、異なるレーダー・バンドにチューニングされているシーカーを持つ多くの派生型があるという事実からも裏付けられる。A-3/B-3以降のAGM-45A/Bのすべてに角度ゲート制御（目標の優先順位をつけるのに用いられる）機構が組み込まれていた。
次のリストは、AGM-45の派生型名と誘導装置の対応を示したものである。右の欄は誘導装置が対応しているレーダー周波数帯域を示す。なお、-5および-8は生産されなかったが、その理由は不明である。

## 搭載機種
- A-4 スカイホーク
- A-6 イントルーダー
- A-7 コルセアII
- F-4 ファントムII
- F-105 サンダーチーフ
- アブロ バルカン

## 仕様
出典：Designation-Systems.Net
- 全長：3.05m（10ft）
- 翼幅：914mm（3ft）
- 直径：203mm（8in）
- 発射重量：177.06kg（390lb）
- 機関：固形燃料ロケット・モーター
- 誘導方式：パッシブ・レーダー誘導
- 弾頭：爆風破砕弾頭